# Міколаєво (Чарнковсько-Тшцянецький повіт)
Міколаєво (пол. Mikołajewo, нім. Mikolajewo) — село в Польщі, у гміні Чарнкув Чарнковсько-Тшцянецького повіту Великопольського воєводства.
Населення — 308 осіб (2011).
У 1975-1998 роках село належало до Пільського воєводства.

## Демографія
Демографічна структура станом на 31 березня 2011 року:
|          | Загалом | Допрацездатний вік | Працездатний вік | Постпрацездатний вік |
| -------- | ------- | ------------------ | ---------------- | -------------------- |
| Чоловіки | 156     | 35                 | 109              | 12                   |
| Жінки    | 152     | 34                 | 84               | 34                   |
| Разом    | 308     | 69                 | 193              | 46                   |